# سيارة بلا عادم
سيارة بلا عادم هي سيارة لا تنتج أي انبعاثات أو تلويثات للبيئة في حال تشغيلها.